# San Isidro Canoas Altas
San Isidro Canoas Altas är en ort i Mexiko.   Den ligger i kommunen Chalchicomula de Sesma och delstaten Puebla, i den sydöstra delen av landet, 190 km öster om huvudstaden Mexico City. San Isidro Canoas Altas ligger 3 076 meter över havet och antalet invånare är 634.
Terrängen runt San Isidro Canoas Altas är kuperad åt sydväst, men åt nordost är den bergig. Runt San Isidro Canoas Altas är det ganska tätbefolkat, med 139 invånare per kvadratkilometer. Närmaste större samhälle är Ciudad Serdán, 10,0 km väster om San Isidro Canoas Altas. Trakten runt San Isidro Canoas Altas består till största delen av jordbruksmark.